# إثيل هرينغتون
إثيل هرينغتون (بالإنجليزية: Ethel Harrington)‏ ( 18حزيران، 1907 في وينيبيغ ، [ مانيتوبا] ، كندا - 23 نوفمبر 1972) عداءة سباقات الميدان والعجلة . ركضت 100 متر لصالح الولايات المتحدة في الألعاب الأولمبية الصيفية لعام 1932 . توفيت في 23 نوفمبر 1972 في ميامي ، فلوريدا ، الولايات المتحدة.

## روابط خارجية
- إثيل هرينغتون على موقع أوليمبيديا (الإنجليزية)
- إيفانز, هيلاري; جيرد, أريلد; هيجمانز, جيرون; مالون, بل. "Ethel Harrington". على موقع Sports-Reference.com (بالإنجليزية). سبورتس رفرنس.{{استشهاد ويب}}:  صيانة الاستشهاد: url-status (link)